# Mirza Soyurghatmïsh Khan
Suyurghatmish o Soyurghatmish (? - 1427) fue un príncipe timúrida hijo de Shah Rukh. Tras ser depuesto el príncipe Qaydu ibn Pir Muhammad, sus gobiernaciones de Balkh, Badakhxan, Kandahar, Kabul y Gazni fueron donados por Shah-Rukh a su propio hijo Suyurghatmish. El jefe tribal Khokhar Jasrat, tras derrotar a un viejo enemigo, el Raja Bhim de Jammu, invadió por este tiempo el sultanato de Delhi y asoló los distritos de Depalpur y Lahore; Sikandar Tuhfa le presentó batalla, pero se retiró por falta de fuerzas y le dejó el camino libre. En este momento se supo la muerte del gobernador de Multan, Alaul Mulk, y que Shaykh Ali, el subgobernador de Kabul por cuenta de Suyurghatmish, se proponía invadir la región del Punjab occidental y Sind. Shaykh Ali atacó y saqueó Multan pero no restar. Malik Mahmud Hasan fue enviado como emisario de Delhi a Multan para restablecer la confianza. A su muerte le sucedió su hijo Masud Mirza.